# Октябрська сільська рада (Китмановський район)
Октя́брська сільська рада (рос. Октябрьский сельский совет) — сільське поселення у складі Китмановського району Алтайського краю Росії.
Адміністративний центр — селище Октябрський.

## Історія
2009 року ліквідована Черкасовська сільська рада (село Черкасово), територія увійшла до складу Октябрської сільради.

## Населення
Населення — 1238 осіб (2019; 1387 в 2010, 1790 у 2002).

## Склад
До складу сільської ради входять:
| Населений пункт     | Населення, осіб (2002) | Населення, осіб (2010) |
| ------------------- | ---------------------- | ---------------------- |
| Октябрський, селище | 1215                   | 987                    |
| Цілинний, селище    | 169                    | 128                    |
| Черкасово, село     | 406                    | 272                    |